# Wyler (Kranenburg)

Lage von Wyler in Kranenburg

Wyler ist ein Ortsteil der Gemeinde Kranenburg im Kreis Kleve, Nordrhein-Westfalen. Er grenzt mit seiner Wohnbebauung direkt an die Niederlande und hatte im Januar 2018 564 Einwohner.

## Geschichte

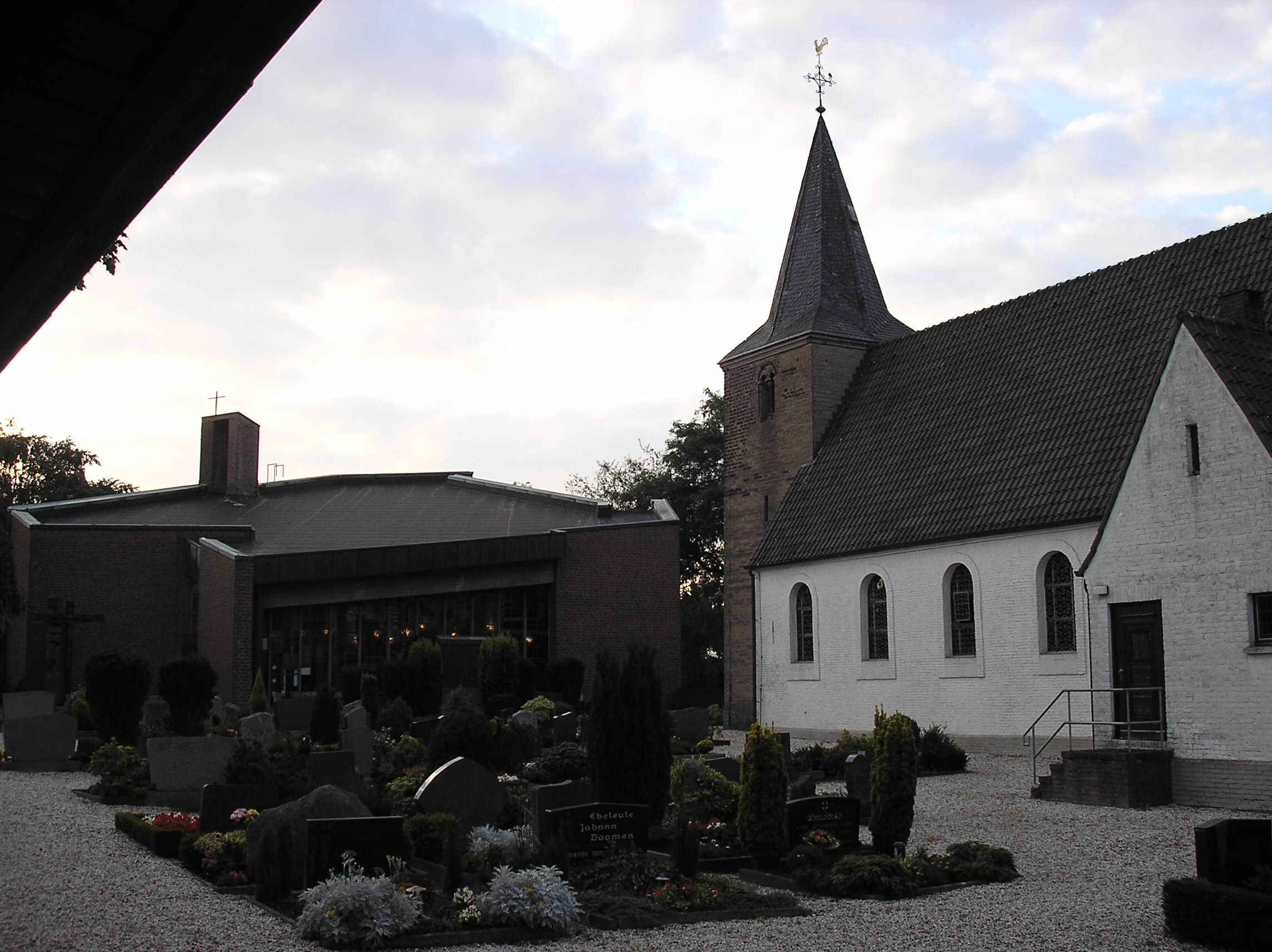
Neue und alte Kirche von Wyler

Erstmals urkundlich erwähnt wurde der Ort als Wilre im Jahr 1189. Eine Kapelle wird 1304 genannt, sie war eine Filiale von Zyfflich. Wyler ist aber deutlich älter. Es wurde bereits in römischer Zeit gegründet. In der Kiesgrube am Wylerberg wurden mehrfach Funde aus frühmittelalterlichen Gräbern geborgen, die aus dem 7. und frühen 8. Jahrhundert stammen. Auf dem Wylerberg befand sich im Mittelalter die Burg Mergelp.
Im nahegelegenen Reichswald und im Umfeld des heutigen Ortes fand im Frühjahr 1945 die sogenannte Schlacht im Reichswald statt. In dieser Schlacht um den Niederrhein wurde der Ort schwer beschädigt. Der alte Kirchturm, der im Krieg zerstört wurde, war ein romanischer Tuffsteinbau. Die Kirche wurde nach der Zerstörung wieder aufgebaut. Nachdem Wyler seit 1945 als Gemeinde im Amt Kranenburg bestanden hatte, wurde es am 1. Juli 1969 durch das Gesetz zur Neugliederung des Landkreises Kleve nach Kranenburg eingemeindet.

### Änderung des Grenzverlaufs zu den Niederlanden

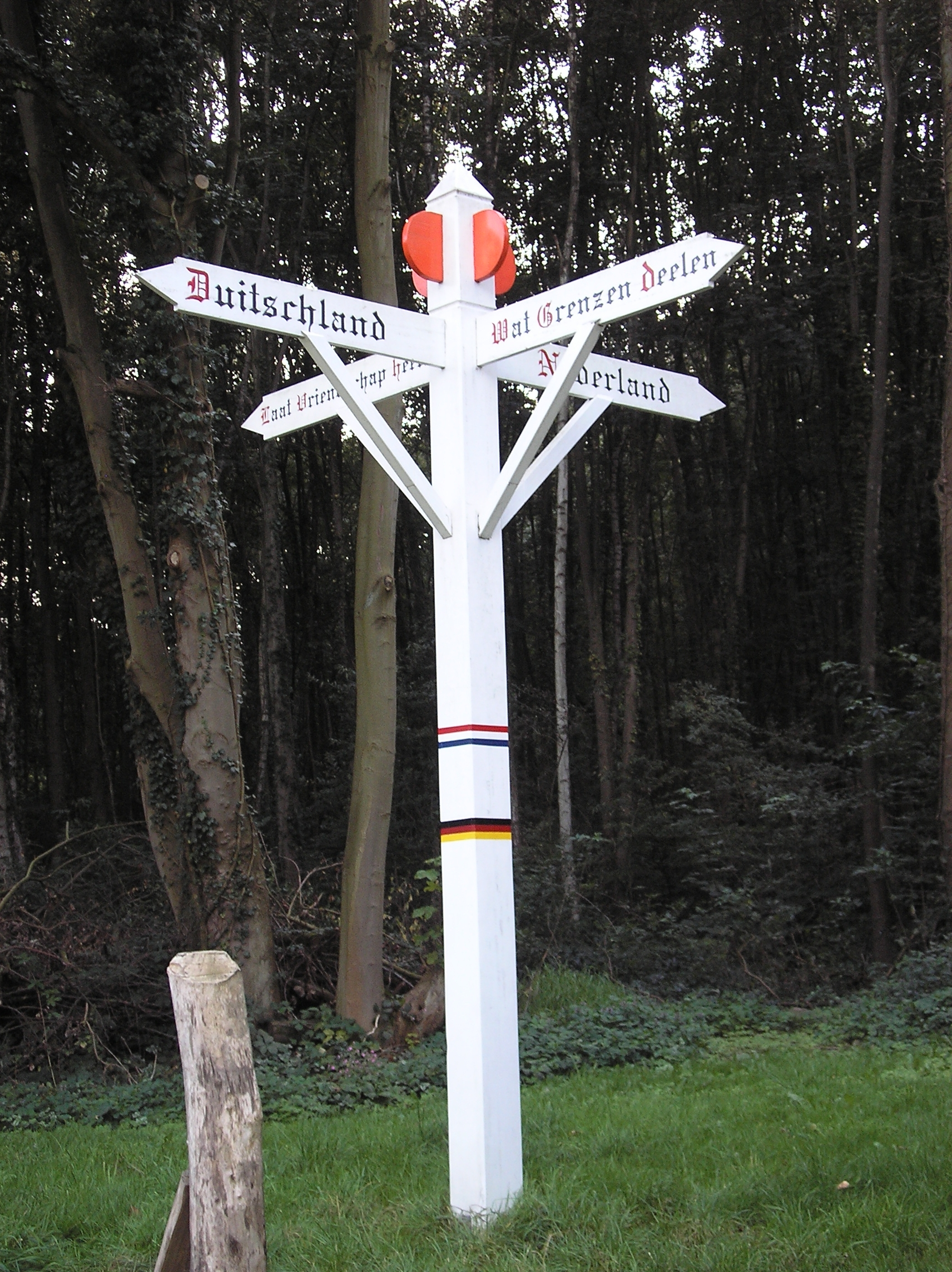
Grenzpfahl am ehemaligen Grenzverlauf

Nach dem Zweiten Weltkrieg erhoben die Niederlande Ansprüche auf deutsche Gebiete als Ausgleich für entstandene Kriegsschäden (Siehe dazu: Niederländische Annexionspläne nach dem Zweiten Weltkrieg). Zwar wurden diese Pläne weitgehend verworfen, dennoch stellte die britische Militärregierung mit Wirkung vom 23. April 1949 unter anderem Teile der Gemeinde Wyler mit 170 Einwohnern, insbesondere den Wylerberg, und unbewohnte Gebiete der Gemeinde Zyfflich unter Auftragsverwaltung der Niederlande. Darüber entbrannte ein jahrelanger Zwist, der erst 1963 durch einen neuen Grenzregelungsvertrag Deutschlands mit den Niederlanden beigelegt werden konnte. Während die meisten der 1949 abgetretenen Gebiete an die Bundesrepublik zurückgegeben wurden, verblieben etwa vier Fünftel der vorher zu den Gemeinden Wyler und Zyfflich gehörenden Gebietsteile endgültig bei den Niederlanden.

## Wirtschaft
Die Bundesstraße 9 führt an Wyler entlang und geht in die niederländische N 325 über.

## Belege
1. ↑  Daten und Fakten. In: kranenburg.de. Abgerufen am 22. Dezember 2019
2. ↑  Maurits Gysseling: Toponymisch Woordenboek van Belgie, Nederland, Luxemburg, Noord-Frankrijk en West-Duitsland (voor 1226). ohne Ort 1960.  - Zum Jahr 1223: Theodor Josef Lacomblet: Urkundenbuch für die Geschichte des Niederrheins. Düsseldorf 1840–1858, Band IV, S. 794 Nr. 650.
3. ↑  Friedrich Wilhelm Oediger: Die Kirchen des Archidiakonats Xanten. Bonn 1969, S. 324.
4. ↑  Frank Siegmund: Merowingerzeit am Niederrhein. Rheinische Ausgrabungen 34. Rheinland-Verlag, Köln 1998, S. 439f. mit Taf. 219.
5. ↑  Martin Bünermann: Die Gemeinden des ersten Neugliederungsprogramms in Nordrhein-Westfalen. Deutscher Gemeindeverlag, Köln 1970, S. 80.